# Compagnie française du thon océanique
La Compagnie française du thon océanique (CFTO) est un armement spécialisé dans la pêche au thon situé à Concarneau.

## Historique
La Compagnie française du thon océanique est l'un des premiers producteurs mondiaux de thon tropical. La Compagnie est spécialisée dans la pêche et le transport de thon congelé en particulier pour la conserverie. Elle opère principalement sur la côte occidentale d'Afrique à partir du port d'Abidjan en Côte d'Ivoire et dans l'océan Indien à partir des Seychelles. La Compagnie française du thon océanique (CFTO) est issu de la fusion des armements France-Thon, Cobrecaf et Cobrepêche en janvier 2011.
L'armement possède une flotte de quinze thoniers dont le Drennec, le Trévignon et le Glénan. La Compagnie française du thon océanique emploie environ 250 marins français et près de 300 salariés africains principalement issus de Côte d’Ivoire. La pêche est principalement destinée à des conserveurs situés aux Seychelles, à Madagascar, à l'île Maurice, en Italie ou en Espagne. La production annuelle de la Compagnie Française du Thon Océanique est de l'ordre 80 000 tonnes de thon. Compte tenu de ces volumes et de l'importance de sa flotte, l'armateur est désormais au premier rang français. Il est suivi par l’armement Saupiquet qui possède 5 thoniers.
En février 2012, deux thoniers de la CFTO sont partis à la rescousse des 1050 passagers du Costa Allegra alors en panne dans l'océan indien.
En 2016 Diederik Parlevliet, à la tête du groupe néerlandais Parlevliet & Van der Plas, premier armateur à la pêche en Europe, déjà actionnaire d’Euronor à Boulogne et Compagnie des pêches Saint-Malo, rachète la société.

## Flotte de l'armement
Liste non exhaustiveː (Entre parenthèseː année de construction du navire.)
- Pendruc (thonier) (2016)[6]
- Gevred (thonier) (2015)
- Glénan (thonier) (2005)
- Trévignon (thonier) (2006)
- Drennec (thonier) (2006)
- Torre Giulia (thonier) (1997)
- Gueotec (thonier) (1991)
- Avel Vor (thonier) (1991)
- Gueriden (thonier) (1990)
- Cap Bojador (thonier) (1990)
- Talenduic (thonier) (1992)